# Кириченко Дмитро Сергійович
Дмитро Сергі́йович Кириченко (рос. Дмитрий Сергеевич Кириченко, 17 січня 1977, Новоолександрівськ, СРСР) — російський футболіст, що грав на позиції нападника. По завершенні ігрової кар'єри — тренер.
Виступав, зокрема, за клуб ЦСКА (Москва), а також національну збірну Росії.
Дворазовий володар Кубка Росії. Чемпіон Росії. Володар Суперкубка Росії.

## Клубна кар'єра

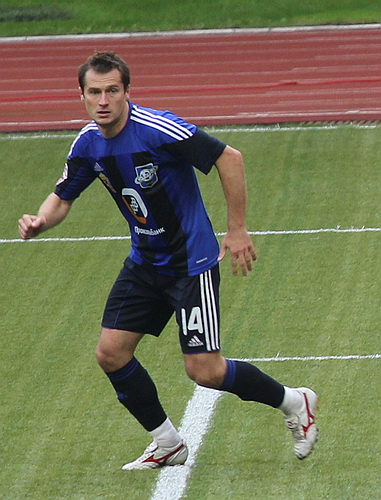
Кириченко у грі за «Сатурн»

У дорослому футболі дебютував 1996 року виступами за команду клубу «Таганрог», в якій провів два сезони, взявши участь у 70 матчах чемпіонату.
Протягом 1998—2001 років захищав кольори команди клубу «Ростов».
Своєю грою за останню команду привернув увагу представників тренерського штабу клубу ЦСКА (Москва), до складу якого приєднався 2002 року. Відіграв за московських армійців наступні два сезони своєї ігрової кар'єри. Більшість часу, проведеного у складі московського ЦСКА, був основним гравцем атакувальної ланки команди. За цей час виборов титул володаря Кубка Росії, ставав чемпіоном Росії, володарем Суперкубка Росії.
Згодом з 2005 по 2013 рік грав у складі команд клубів «Москва», «Сатурн» (Раменське) та «Ростов».
Завершив професійну ігрову кар'єру у клубі «Мордовія», за команду якого виступав протягом 2013 року.

## Виступи за збірну
2003 року дебютував в офіційних матчах у складі національної збірної Росії. Протягом кар'єри у національній команді, яка тривала чотири роки, провів у формі головної команди країни 12 матчів, забивши чотири голи.
У складі збірної був учасником чемпіонату Європи 2004 року в Португалії.

## Кар'єра тренера
Розпочав тренерську кар'єру невдовзі по завершенні кар'єри гравця, 2014 року, увійшовши до тренерського штабу клубу «Ростов».
У 2016 та 2017 роках був виконувачем обов'яків головного тренера «Ростова».

## Досягнення
- Володар Кубка Росії:

ЦСКА (Москва): 2002–2003, 2004–2005
- Чемпіон Росії:

ЦСКА (Москва): 2003
- Володар Суперкубка Росії:

ЦСКА (Москва): 2004
- Найкращий бомбардир Чемпіонату Росії:

ЦСКА (Москва): 2002
ФК Москва: 2005